# بانو چه چیز را فراموش کرد؟
بانو چه چیز را فراموش کرد؟ (به انگلیسی: What Did the Lady Forget?) یک فیلم کمدی-درام ژاپنی به کارگردانی یاسوجیرو اوزو است که در سال ۱۹۳۷ منتشر شد. کینما جونپو در سال ۲۰۰۹ این فیلم را رتبهٔ ۵۹ از فهرست «برترین فیلم‌های ژاپنی تمام دوران» قرار دارد.
در سال ۲۰۱۰ انستیتوی فیلم بریتانیا این فیلم را به همراه اوایل تابستان در قالب دی‌وی‌دی و بلوری منتشر کرد.

## گزیدهٔ بازیگران
- سومیکو کوری شیما
- تاتسوئو سایتو
- کن اوئه‌هارا
- آئوکی تومیو